# 青葉山駅

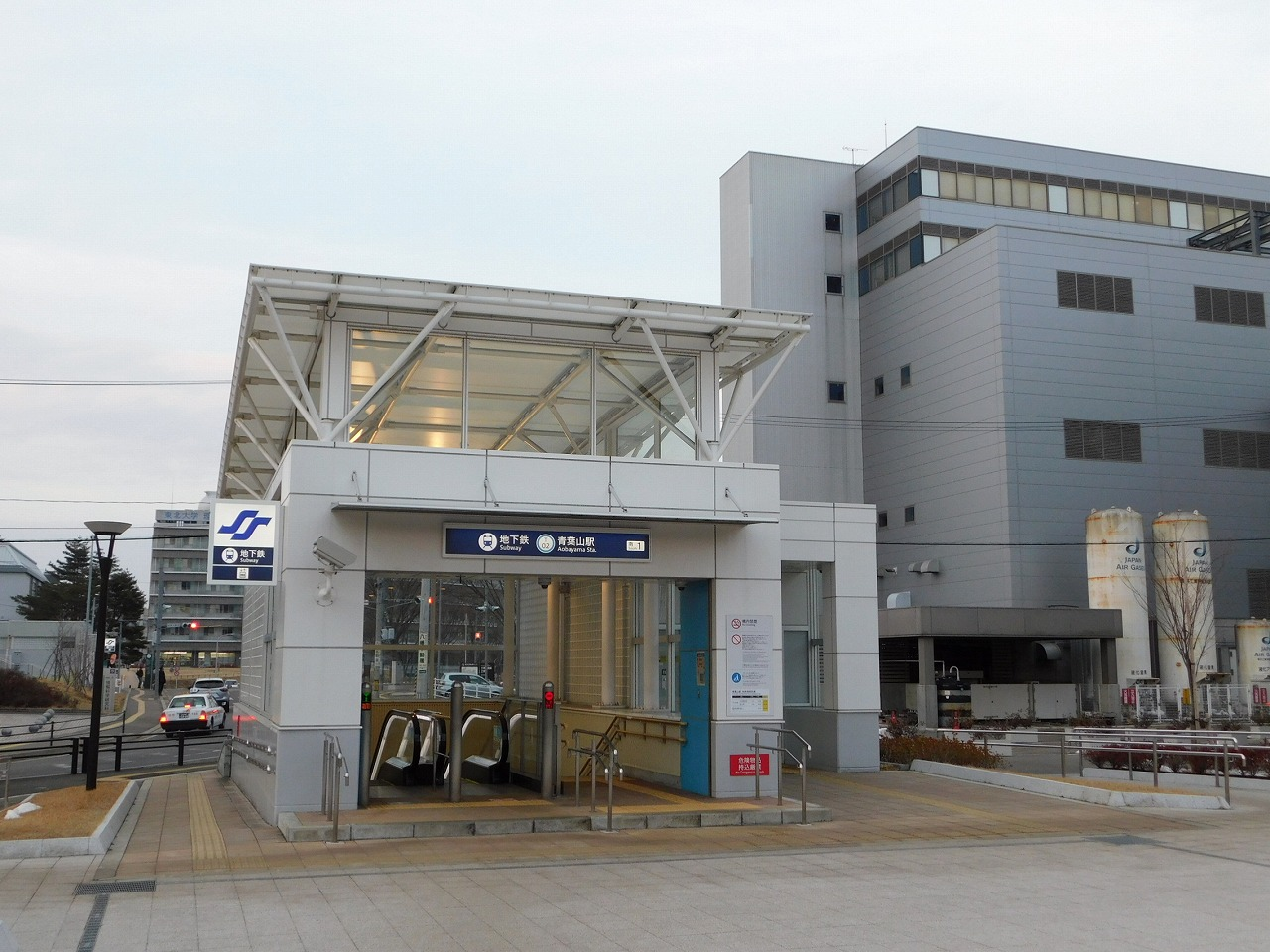
南1出口（2018年2月）

青葉山駅（あおばやまえき）は、宮城県仙台市青葉区荒巻字青葉に位置する、仙台市地下鉄東西線の駅。駅番号はT02。副駅名は「東北大学青葉山キャンパス前」。駅名は仙台市の丘陵「青葉山」に由来する。

## 歴史
- 2000年（平成12年）10月 - 駅名（仮称）を公表。
- 2006年（平成18年） - 着工。
- 2013年（平成25年）12月24日 - 駅名を正式発表。
- 2015年（平成27年）12月6日 - 開業。

## 駅構造
ホームは地下6階部（深さ約34メートル）。駅北側に青葉山変電所が設けられる。
出口は北1、南1の計2ヶ所。

### のりば
| 1 | ■ 東西線 |  | 仙台・荒井方面     |  |
| 2 | ■ 東西線 |  | 八木山動物公園方面 |  |

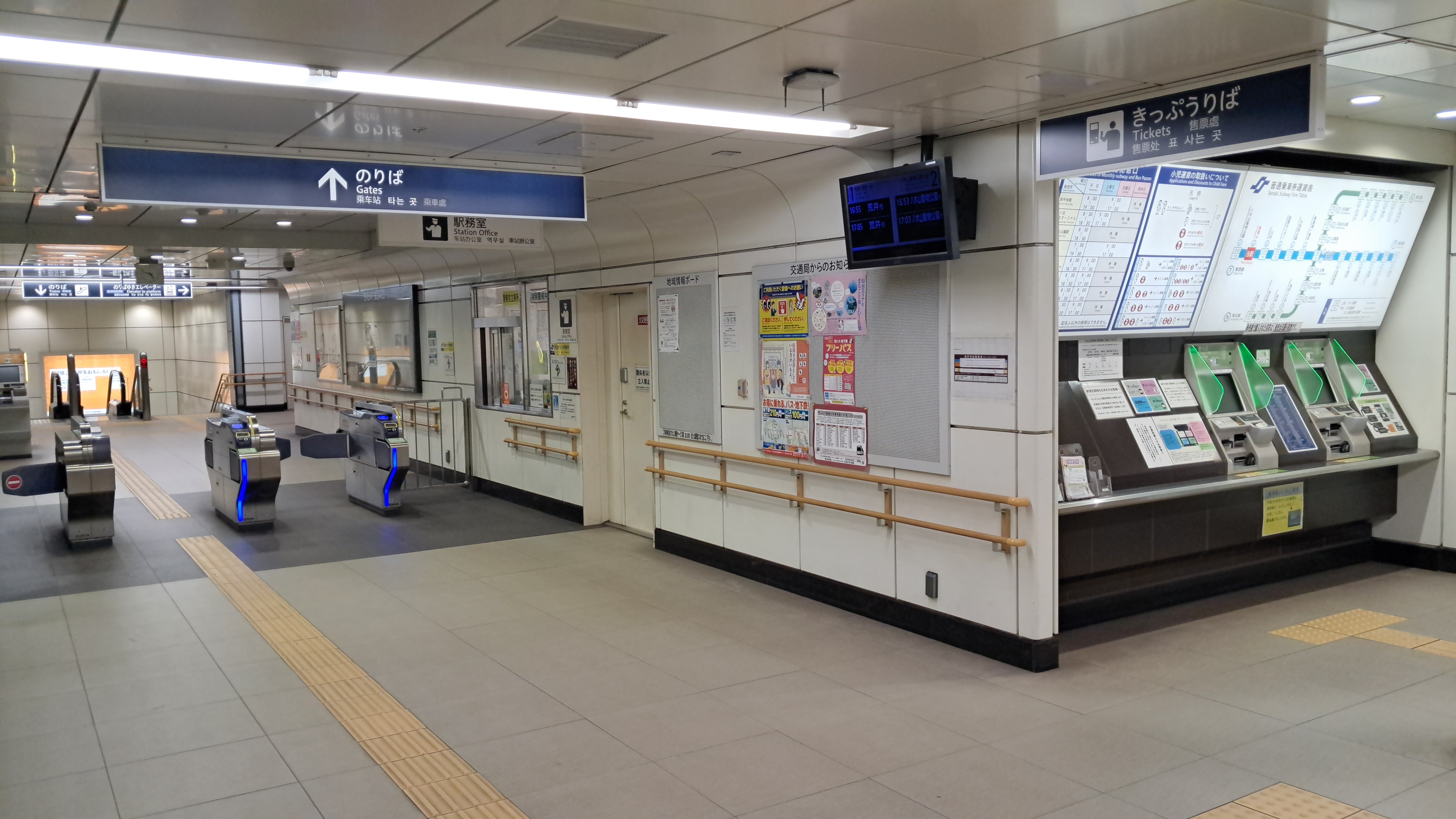
改札口と自動券売機（2024年5月）
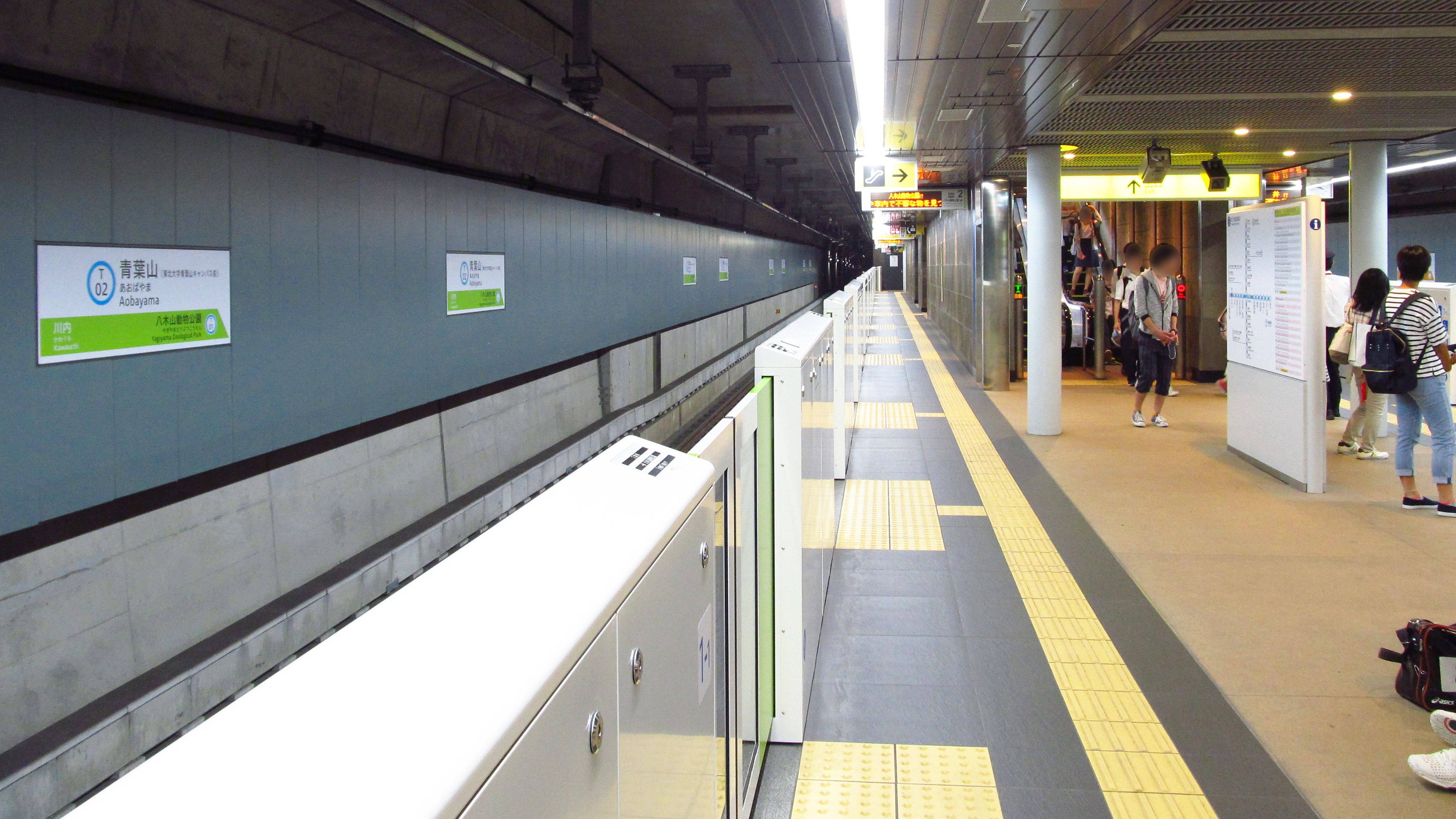
ホーム（2016年7月）
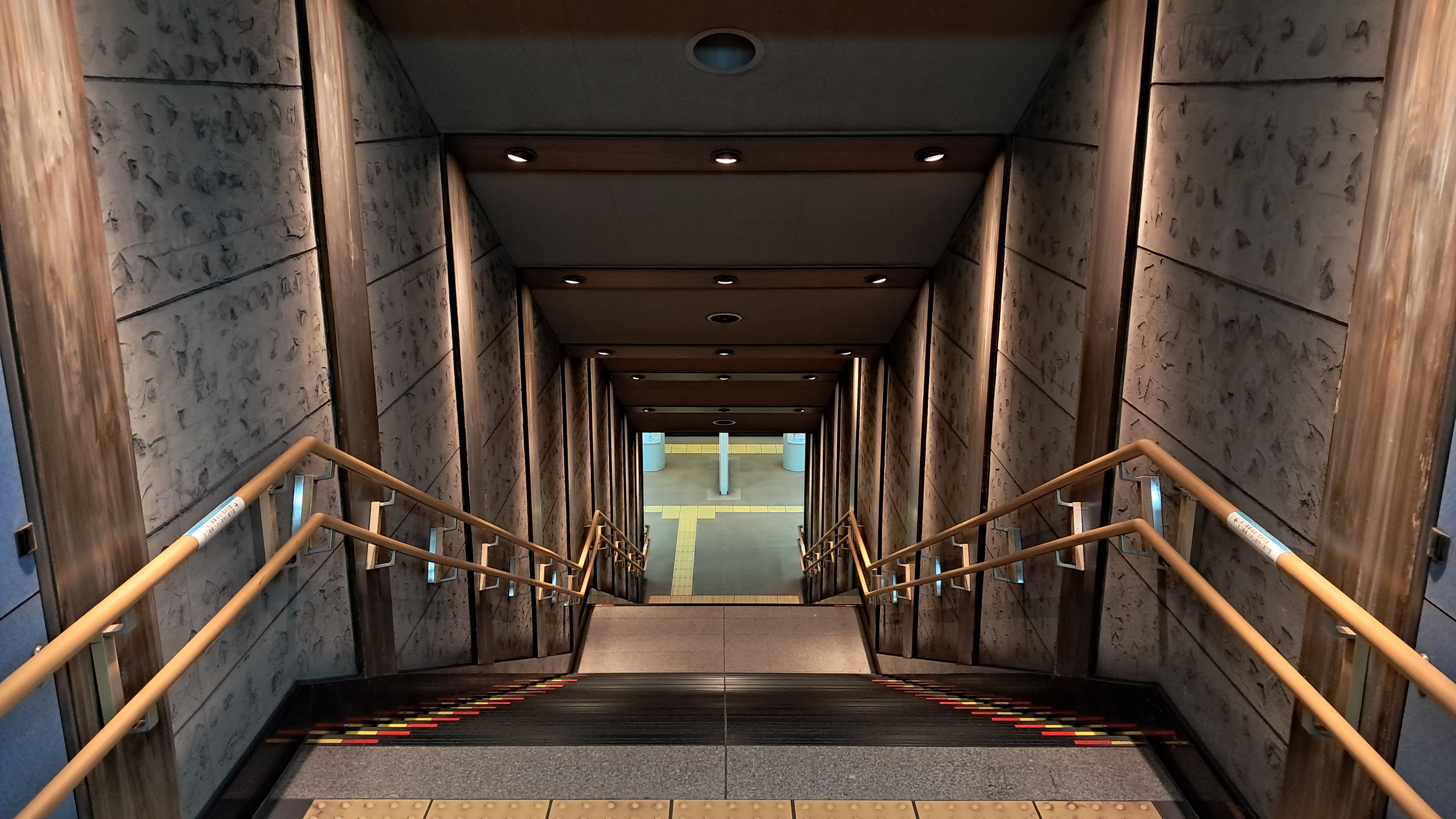
ホームに下がる階段（2024年4月）

## 利用状況
- 開業時の一日平均乗車人員は7,188人を見込んでいた。

| 乗車人員推移 | 乗車人員推移     |
| 年度         | 一日平均乗車人員 |
| ------------ | ---------------- |
| 2015         | 2,791            |
| 2016         | 3,195            |
| 2017         | 3,846            |
| 2018         | 4,197            |
| 2019         | 4,473            |
| 2020         | 2,671            |
| 2021         | 3,394            |
| 2022         | 4,123            |
| 2023         | 4,701            |

- 2023年度（令和5年度）
  - 1日平均乗車人数：4,701人[4]

一日平均乗車人員（単位：人/日）

## 駅周辺
駅周辺は大学のキャンパスが広がる。学生寮等を除いて住宅は少ない。駅を中心とした概ね半径1.5キロメートル以内には東北大学をはじめとした高等教育機関や研究施設が集積している。
- 宮城教育大学
- 仙台赤門短期大学

### バス路線
北1出入口にはるーぷる仙台ののりばがあり、南1出口前のロータリーには仙台市営バスの路線バスが発着する。他に近隣の学校向けにスクールバスの発着がある。

## 隣の駅
仙台市地下鉄
■東西線
八木山動物公園駅 (T01) - 青葉山駅 (T02) - 川内駅 (T03)